# Baltasar Alsina Fàbregas
Baltasar Alsina Fàbregas   (Breda, 1880 - Santa Coloma de Farners, 26 d'octubre de 1947), més conegut com a Tasanet, va ser un músic i polític català, últim alcalde republicà de Santa Coloma de Farners.
Violinista de professió, als 16 anys debutava a l'orquestra de Sant Celoni i als 24 s'establia a la capital de la Selva, on ingressaria a la cobla La Farnense. El 1938 diverses personalitats del poble, amb qui mantenia bona relació. el van convèncer per exercir el càrrec d'alcalde de Santa Coloma de Farners.
Després de la Guerra Civil va ser represaliat i condemnat a 6 anys de presó, on coincidiria amb el seu fill Pepet. Va sortir-ne malalt al cap de dos anys i va tornar a Santa Coloma on va exercir de mestre de música. Va escriure unes memòries abans de morir l'octubre de 1947.